# Дзадё
Дзадё (кит. упр. 杂多, пиньинь Záduō, палл. Цзадо, тиб. རྫ་སྟོད, Вайли: rdza stod, тиб. пиньинь: Zadoi) — уезд в Юйшу-Тибетском автономном округе провинции Цинхай (КНР).

## История
В 1953 году из западных частей уездов Юйшу и Нангчен был создан уезд Чжунгэ (中格县). Затем он был переименован в Чжадо (扎朵县), а в 1954 году ему было официально дано современное название.

## Административно-территориальное деление
Уезд Дзадё делится на 1 посёлок и 7 волостей:
- Посёлок Сахутэн (萨呼腾镇)
- Волость (昴赛乡)
- Волость Чжацин (扎青乡)
- Волость Сулу (苏鲁乡)
- Волость Адо (阿多乡)
- Волость Чадань (查旦乡)
- Волость Моюнь (莫云乡)
- Волость Цзедо (结多乡)